# Knolliges Läusekraut
Das Knollige Läusekraut (Pedicularis tuberosa), auch Knollen-Läusekraut genannt, ist eine Pflanzenart aus der Gattung der Läusekräuter (Pedicularis) innerhalb der Familie der Sommerwurzgewächse (Orobanchaceae). 

## Beschreibung

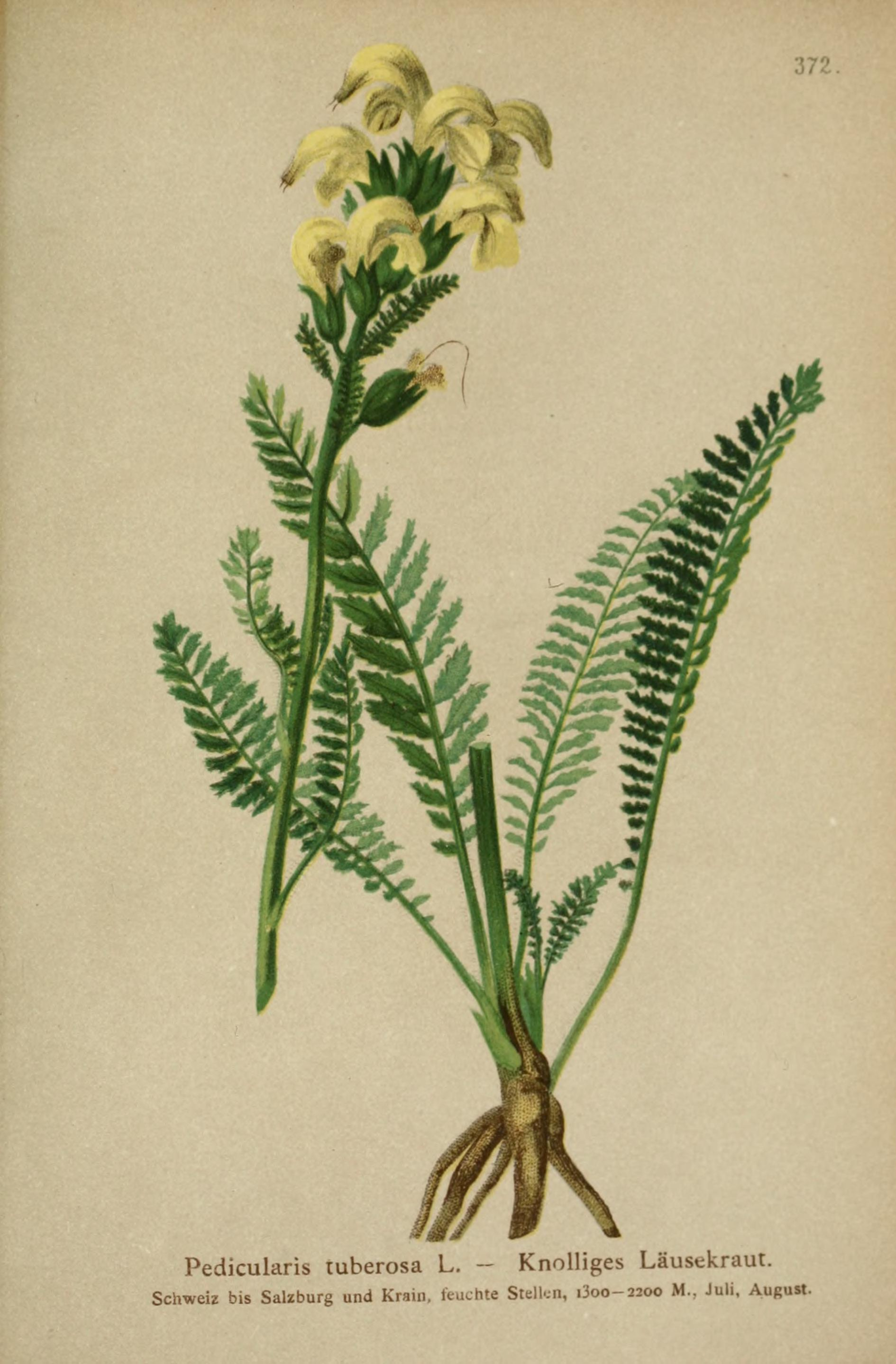
Illustration aus Atlas der Alpenflora, 1882, Tafel 372

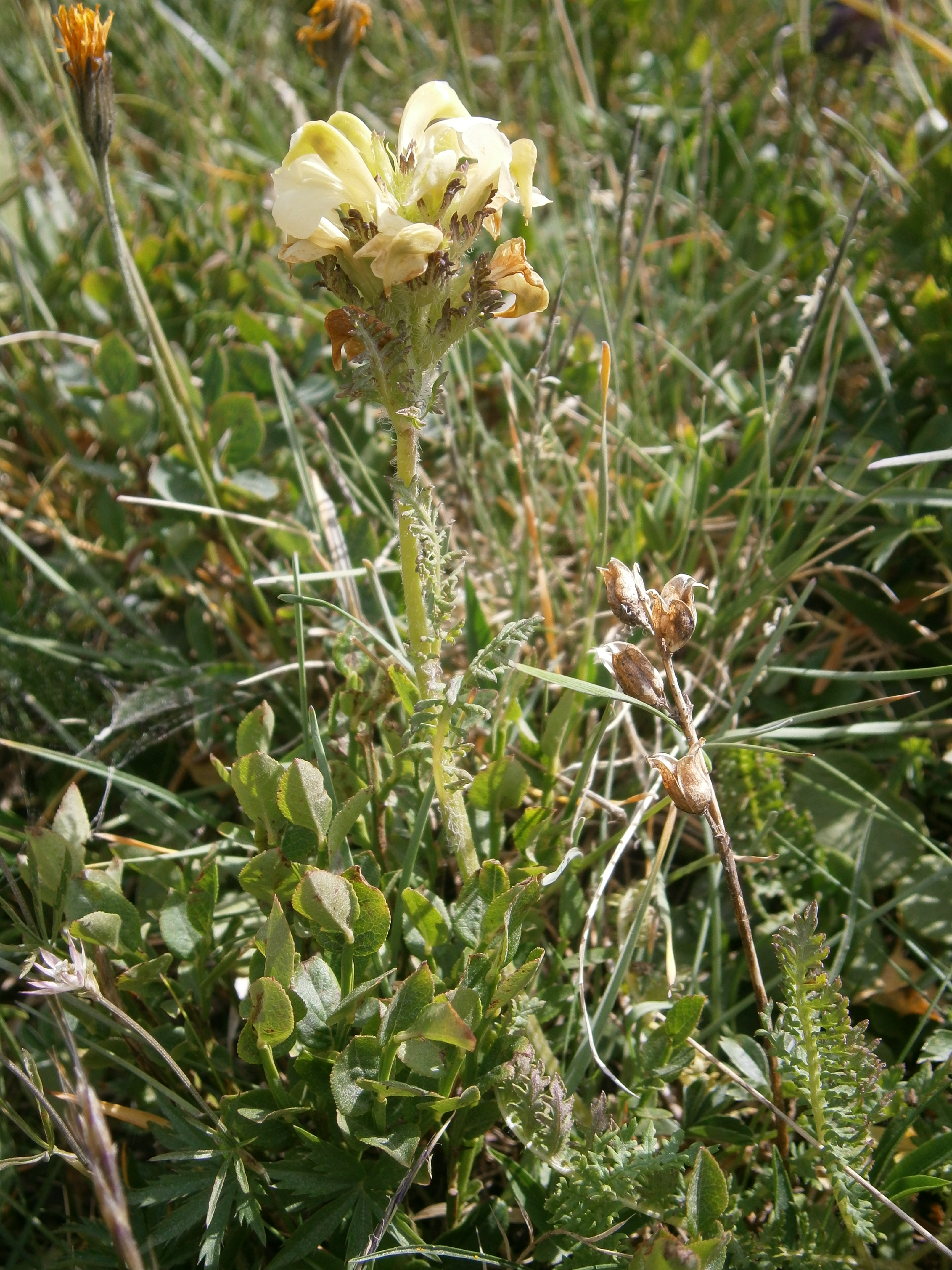
Habitus im Habitat

### Vegetative Merkmale
Das Knollige Läusekraut ist eine ausdauernde krautige Pflanze, die Wuchshöhen von 10 bis 20 Zentimetern erreicht. Als Überdauerungsorgane bildet sie Knollen. Die Stängel sind bogig aufsteigend und unverzweigt. Der Stängel an seiner Basis allseits wollig behaart und auch im oberen Bereich mehr oder weniger behaart.
Die Laubblätter sind in Blattstiel und -spreite gegliedert. Der Blattstiel ist behaart. Die Blattspreite der unteren Laubblätter sind gefiedert, ihre Abschnitte sind fiederteilig mit gezähnten Zipfeln.

### Generative Merkmale
Die Blütezeit reicht von Juni bis August. Im relativ kurzen Blütenstand sind die Blüten dicht angeordnet und zu Beginn der Blütezeit ist sein Durchmesser etwa gleich groß wie seine Länge. Die Tragblätter sind kürzer als die Blüten.
Die zwittrige Blüte ist zygomorph und besitzen eine doppelte Blütenhülle. Die Kelchblätter sind röhrig bis glockenförmig verwachsen. Der Kelch ist behaart. Die Kelchzipfel sind meist gezähnt. Die Blütenkrone ist bis zu 90 Grad um die eigene Achse gedreht. Die Blütenkrone ist hellgelb und 14 bis 20 Millimeter lang. Die Oberlippe endet in einem 3 bis 4 Millimeter langen Schnabel ohne Zähne. Durch die Drehung der Blüte zeigen die Schnäbel von oben betrachtet alle in eine Richtung um die Blütenstandsachse herum; diese Drehung ist immer von oben betrachtet im Uhrzeigersinn.
Die Kapselfrucht ist länger als der Kelch.
Die Chromosomenzahl beträgt 2n = 16.

## Ökologie
Beim Knolligen Läusekraut handelt es sich um einen Halbschmarotzer, der mit Saugorganen (Haustorien) den Wurzeln von Wirtspflanzen Wasser und Nährsalze entzieht.

## Vorkommen
Das Knollige Läusekraut kommt in Spanien, Frankreich, in der Schweiz, in Italien und Österreich vor. In Deutschland fehlt diese Art.
Das Knollige Läusekraut gedeiht in der Schweiz besonders in den Pflanzengesellschaften der Buntschwingelhalde (Verband Festucion variae).
Die ökologischen Zeigerwerte nach Landolt et al. 2010 sind in der Schweiz: Feuchtezahl F = 2+ (frisch), Lichtzahl L = 4 (hell), Reaktionszahl R = 2 (sauer), Temperaturzahl T = 1+ (unter-alpin, supra-subalpin und ober-subalpin), Nährstoffzahl N = 2 (nährstoffarm), Kontinentalitätszahl K = 3 (subozeanisch bis subkontinental).

## Taxonomie
Die Erstveröffentlichung von Pedicularis tuberosa erfolgte 1753 durch Carl von Linné in Species Plantarum, Tomus II, S. 610. Synonyme für Pedicularis tuberosa L. sind: Pedicularis adscendens Hoppe & Sternb., Pedicularis sumana Pollini, Pedicularis uncinata Poir.